# Holy Grail
Holy Grail – trzeci album zespołu Versailles, wydany 15 czerwca 2011 roku. Osiągnął 12 pozycję w rankingu Oricon. To ich pierwszy album, w którym gra nowy basista Masashi. Album zawiera utwór Philia, piosenkę z ich programu telewizyjnego Onegai Kanaete Versailles oraz Vampire, główny motyw filmu Vampire Stories.
Limitowana edycja zawiera bonus DVD z teledyskami do Vampire, DESTINY -THE LOVERS- i Philia. Limitowana edycja deluxe zawiera DVD z pięcioma wersjami wideoklipu MASQUERADE (z których każda skupia się na innym członku zespołu), wywiad z Kamijo i ujęcia z tworzenia teledysków.
Zespół odbył również trasę koncertową Versailles World Tour 2011 -Holy Grail- promującą ich wydany album.

## Lista utworów
Dysk pierwszy (CD)
| Nr  | Tytuł                               | Autorzy tekstów | Muzyka  | Czas  |
| --- | ----------------------------------- | --------------- | ------- | ----- |
| 1.  | "MASQUERADE"                        | Kamijo          | Kamijo  | 6:00  |
| 2.  | "Philia"                            | Kamijo          | Hizaki  | 5:56  |
| 3.  | "Thanatos"                          | Kamijo          | Masashi | 4:32  |
| 4.  | "Flowery"                           | Kamijo          | Teru    | 3:59  |
| 5.  | "Remember Forever"                  | Hizaki          | Hizaki  | 6:35  |
| 6.  | "DESTINY -THE LOVERS-"              | Kamijo          | Kamijo  | 6:40  |
| 7.  | "DRY ICE SCREAM!! [Remove Silence]" | Hizaki          | Hizaki  | 4:38  |
| 8.  | "Threshold"                         |                 | Teru    | 1:59  |
| 9.  | "Judicial Noir"                     | Kamijo          | Hizaki  | 4:23  |
| 10. | "Love will be born again"           | Kamijo          | Kamijo  | 4:13  |
| 11. | "Vampire"                           | Kamijo          | Kamijo  | 4:31  |
| 12. | "Faith & Decision"                  | Kamijo          | Hizaki  | 16:28 |
| 13. | "The Theme of Holy Grail"           |                 | Kamijo  | 1:26  |

Dysk drugi (DVD, limitowana edycja)
| Nr | Tytuł                              | Autorzy tekstów | Muzyka | Czas |
| -- | ---------------------------------- | --------------- | ------ | ---- |
| 1. | "MASQUERADE" (wideoklip)           | Kamijo          | Kamijo |      |
| 2. | "Vampire" (wideoklip)              | Kamijo          | Kamijo |      |
| 3. | "DESTINY -THE LOVERS-" (wideoklip) | Kamijo          | Kamijo |      |
| 4. | "Philia" (wideoklip)               | Kamijo          | Hizaki |      |

Dysk drugi (DVD, europejska edycja)
| Nr | Tytuł                                                                  | Autorzy tekstów | Muzyka | Czas |
| -- | ---------------------------------------------------------------------- | --------------- | ------ | ---- |
| 1. | "MASQUERADE Kamijo ver." (wideoklip)                                   | Kamijo          | Kamijo |      |
| 2. | "MASQUERADE Hizaki ver." (wideoklip)                                   | Kamijo          | Kamijo |      |
| 3. | "MASQUERADE Teru ver." (wideoklip)                                     | Kamijo          | Kamijo |      |
| 4. | "MASQUERADE Masashi ver." (wideoklip)                                  | Kamijo          | Kamijo |      |
| 5. | "MASQUERADE Yuki ver." (wideoklip)                                     | Kamijo          | Kamijo |      |
| 6. | "Kamijo Interview & Making of" (Ujęcia zza kulis tworzenia teledysków) |                 |        |      |

## Notowania
| Lista                      | Pozycja |
| -------------------------- | ------- |
| Oricon                     | 12      |
| Billboard JAPAN Top Albums | 14      |